# 主量子數
在原子物理学中，主量子数（英語：principal quantum number）是表示原子軌域的量子数的其中一种（其他还包括角量子数、磁量子数和自旋量子数），用小写拉丁字母{\displaystyle \displaystyle n}表示。主量子数只能是正整数值。当主量子数增加时，軌域範圍变大，原子的外层电子将处于更高的能量值，因此受到原子核的束缚更小。这是波尔模型引入的唯一一个量子数。根據不同量子數可導致電子有不同能量值，称为能階，且這些能量值呈離散分布，任兩階之間沒有過度變化，故電子在不同能量間跳躍轉換時，其能量變化不連續。
作为类比，我们可以先想象一个附載电梯的多樓层建筑。这个建筑具有整数的楼层数，电梯只能停在某一层楼，而不能停在两层的中间。此外，电梯只能移动整数个层高（假定电梯正常工作）。我们可以把楼层的层数和主量子数相类比，楼层数或主量子数越大，所具有的势能越大。
不过以樓層作类比無法完整呈現電子能階的獨特性質：
- 上述電梯樓層类比中，势能為重力势能；但在原子軌域中的势能则是原子与电子之间电磁力作用所产生的電势能。
- 电梯虽然只能停在整数层，但仍然可以连续地经过两层楼之间的位置；电子並非逐漸、連續地经过两个能階之间的位置，而是改變軌域形狀。
- 电梯运动受机械结构约束；而原子轨道理论涉及的行为受制于最基本的物理规律。

## 导引
有一系列量子数涉及原子的能态。四种量子数：主量子数n、角量子数ℓ、磁量子数m以及自旋量子数s共同确定了原子的某个电子所具有的唯一量子态。一个原子中两个电子的四个量子数不可能完全相同，这个规律即泡利不相容原理。通过薛定谔方程的波函数可以推导出前三个量子数。因此，前三个量子数的方程是相互关联的。主量子数通过下面波函数的解的径向部分中获得。
薛定谔方程描述了能量特征向量为对应的实数En，并明确地表示了能量总数。氢原子中电子的束缚能量为：
{\displaystyle E_{n}={\frac {E_{1}}{n^{2}}}={\frac {-13.6{\text{ eV}}}{n^{2}}},\quad n=1,2,3,\ldots }
其中，参数n只能取正整数。这里能级的概念和记号沿用了波尔模型。薛定谔方程将波尔模型从二维平面的情况发展到了三位的波函数模型。
在波尔模型里，可能的原子轨道缘于量子化（分离）的角动量L的取值，根据下面的方程：
{\displaystyle \mathbf {L} =n\cdot \hbar =n\cdot {h \over 2\pi }}
这里n取正整数，即主量子数，h为普朗克常数，{\displaystyle \hbar }为约化普朗克常数。在量子力学中，由于角动量的大小用角量子数描述，这个公式在量子力学中不正确。但是，能级的数值是精确的，并且经典理论认为他们等于电子动能和势能的和。
主量子数n代表每个轨道上电子的相对总能量（因为势能是相对的）以及距离原子核不同距离的能量差值。相同n值所对应的轨道经常被称作原子壳层，对应能量值称为能级。
在波的相互作用过程中，能量交换的最小数值总是频率和普朗克常数的乘积。这个性质导致波显示出像粒子那样具有“能量包”（称作“量子”）的性质。不同主量子数n所表示的能级间差值决定了该种元素的发射光谱。
原子壳层结构中的主壳层被标示为：
K (n = 1), L (n = 2), M (n = 3) ……
主量子数还与径向量子数nr相关联：
{\displaystyle n=n_{r}+\ell +1\,}
这里ℓ为角量子数，nr等于径向波函数节点的个数。